# Xenoglosszia
A xenoglosszia olyan megszólalást, megértést vagy írást jelent idegen nyelven, amit az illető személy nem ismer, és tudatosan nem tanult. Ez egy paranormális jelenség, mivel széles körben elfogadott tudományos magyarázat nincs rá. A kifejezés görög eredetű,  a ξένος (xenos), „idegen” és a γλῶσσα (glōssa),  „nyelv” szavakból tevődik össze.
A kifejezést egy francia parapszichológus,  Charles Richet vitte be a köztudatba, de a  xenoglossziával kapcsolatos történetek már a Bibliában is ismertek.  A jelenkori  xenoglossziát a reinkarnációval foglalkozó kutatók tárgyalják. Elméletük szerint a személy egy korábbi élete során beszélte az adott nyelvet, és ez a tudás egy trauma hatására a felszínre kerül. A traumát gyakran baleset vagy súlyos betegség során fellépő halálközeli élmény jelenti, vagy a xenoglosszia kómából való felébredéskor jelentkezik.

## Esetek
- A második világháború előtti években Budapesten egy polgári családban élő lány súlyos tüdőgyulladással küszködött. Az orvosok már lemondtak  az életéről, de a lány életben maradt. Azonban a személyisége gyökeresen megváltozott, mintha kicserélték volna. Egy idegen nyelven hadart, amit a szülők a láz és a betegség hatásának tulajdonítottak. A furcsa nyelvről kiderült, hogy spanyol, azon belül egy madridi nyelvjárás, amit a budapesti spanyol nagykövetség állapított meg. A lány azelőtt sohasem tanult spanyolul. A tuberkulózis krízisének éjszakáján Madridban meghalt egy középkorú nő. A lány a későbbiekben részletesen elmesélte madridi életét, megnevezte lakóhelyét és rokoni kapcsolatait. A  spanyol nagykövetség ezek miatt kérte a nő visszajuttatását Madridba. A nő magyarul egy jó darabig nem értett meg semmit. Idővel megtanult magyarul és a számára idegen testben 2007-ben Budapesten élt.